# Nationalpark Cilento, Vallo di Diano und Alburni
Der Nationalpark Cilento, Vallo di Diano und Alburni (italienisch: Parco nazionale del Cilento, Vallo di Diano e Alburni), ehemals Nationalpark Cilento und Vallo di Diano (italienisch: Parco Nazionale del Cilento e Vallo di Diano), ist der zweitgrößte Nationalpark in Italien und liegt in der Provinz Salerno in der Region Kampanien. Er wurde 1991 eingerichtet und erstreckt sich über eine Fläche von 181.048 Hektar meist bergigen Geländes von der Küste des Tyrrhenischen Meeres bis zum Vallo di Diano am Fuße des Apennin. Im Jahr 1998 wurde der Nationalpark zum UNESCO-Welterbe erklärt. Zentrum des Nationalparks sind die Orte Marina di Camerota und das kleinere Palinuro.

## Landschaft

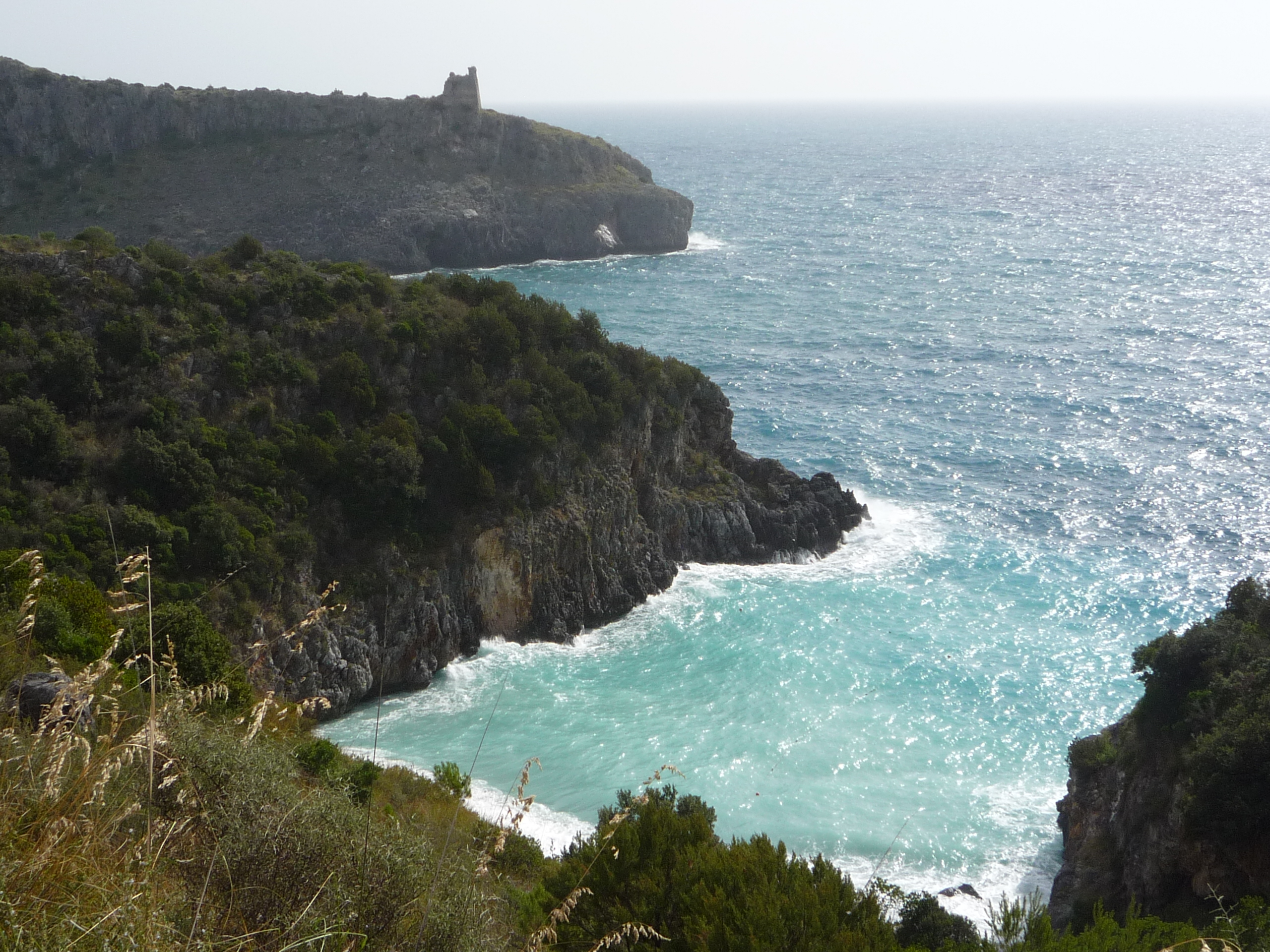
Küste bei Marina di Camerota

Die Landschaft des Cilento ist sehr abwechslungsreich. An der Küste wechseln sich Steilküsten mit Sandstränden ab. Das Landesinnere ist hügelig von einigen Flusstälern durchzogen, teilweise bewaldet, aber auch mit Olivenhainen bedeckt. Es gibt aber auch weitgehend unbewachsene Bergregionen. Teile der Calore-Schlucht stehen ebenso unter Naturschutz wie der mit 1898 m höchste Berg, der Monte Cervati. Andere bedeutend Erhebungen sind der Monte Bulgheria und die Monti Alburni. An zwei Stellen gibt es auch Unterwasserreservate: vor Santa Maria di Castellabate der „Parco Marino Subacqueo“ und östlich von Marina di Camerota die „Baia degli Infreschi“ (Riserva Naturale Costa degli Infreschi). Sowohl an der Küste als auch in den Flusstälern gibt es viele Höhlen.

## Flora

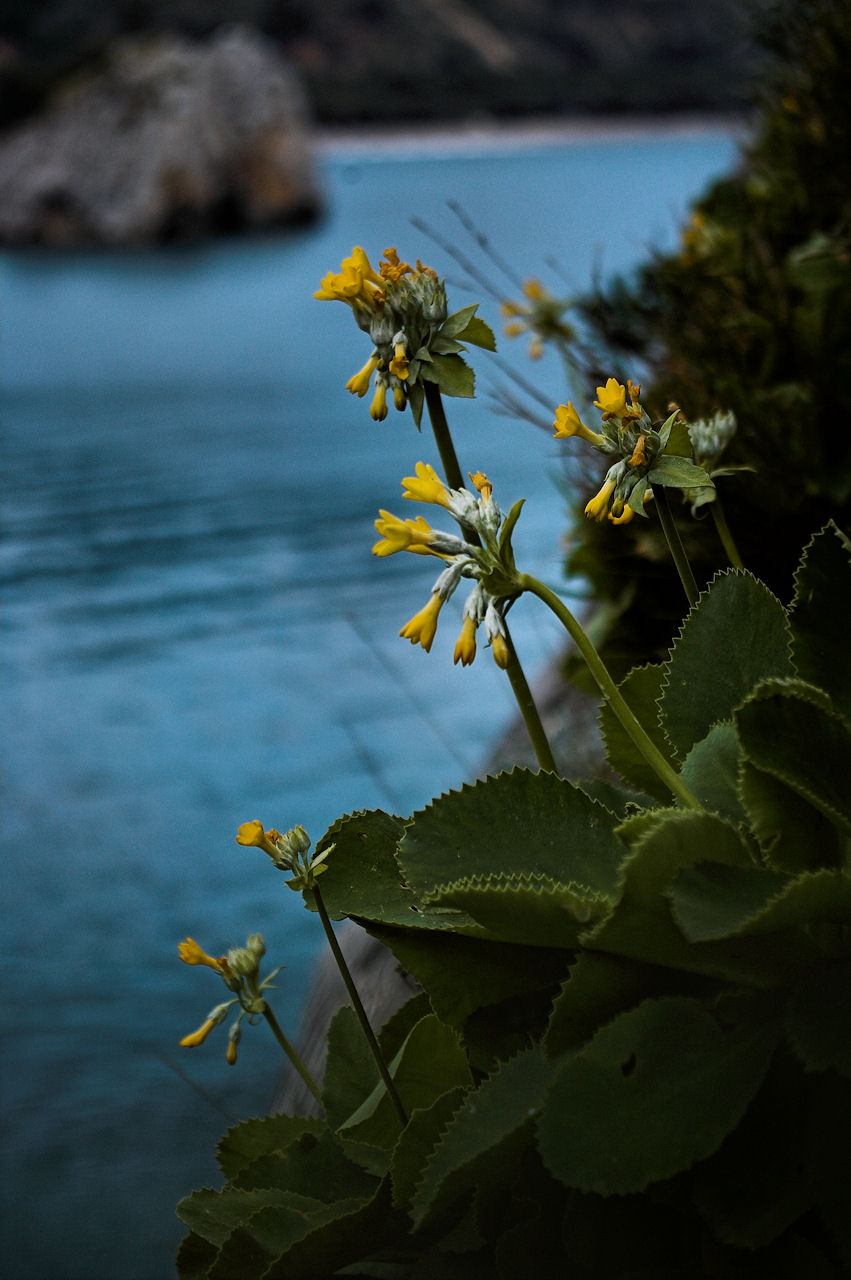
Palinuro-Primel

Die Nationalparkverwaltung schätzt, dass es im Park etwa 1800 verschiedene Wildpflanzen gibt. Etwa 10 % davon sind gefährdete Arten. Die Palinuro-Primel (Primula palinuri), die zum Nationalpark-Logo gewählt wurde, ist eine endemische Art, die nur zwischen dem Kap Palinuro und der Maratea-Küste vorkommt. Auch die Dünen-Trichternarzisse ist eine seltene Art, die in der Küstenregion vorkommt.
In der Küstenregion wechseln sich Pinienhaine und Macchia mit Olivenhainen ab. Im Landesinneren wachsen Buchen, Erlen, Steineichen und Esskastanien.

## Fauna
Die gebirgigen Regionen des Nationalparks bieten dem Steinadler und seinen Beutetieren, dem Alpensteinhuhn und dem Korsika-Hasen, einen Lebensraum. Auch einige Wölfe gibt es in den Bergregionen des Nationalparks. In den tiefer gelegenen Wäldern leben der Habicht und die Wildkatze. Bedeutend sind Vorkommen des Alpenbocks. In den Wasserläufen des Calore-Tals leben vom Aussterben bedrohte Fischotter sowie Brillensalamander und Feuersalamander.

## Tourismus
Die Nationalparkregion ist nicht vom Massentourismus geprägt. Allerdings sind die Küstenregionen in der Hochsaison häufig sehr gut besucht. In der Nebensaison im Frühjahr und Herbst erleben Touristen aber weitgehend leere Strände und Orte. Die Nationalparkregion bietet vielfältige Möglichkeiten für Aktivurlauber. Es gibt viele attraktive Wanderrouten und auch Radfahrer kommen hier auf ihre Kosten. An den steilen Felsküsten sind die Bedingungen ideal zum Tauchen und Schnorcheln. Auch zum Segeln und Surfen eignet sich die abwechslungsreiche Küste sehr gut. Weitere Angebote sind Wildwasserfahrten, Reiten, Drachen- und Gleitschirmfliegen sowie Höhlenerkundungen und Bootstouren zu den teilweise nur vom Wasser zugänglichen Höhlen an der Küste.
In der Umgebung von Paestum leben heute auch jene berühmten Wasserbüffel, deren Milch zum traditionellen Mozzarella di bufala verarbeitet wird.

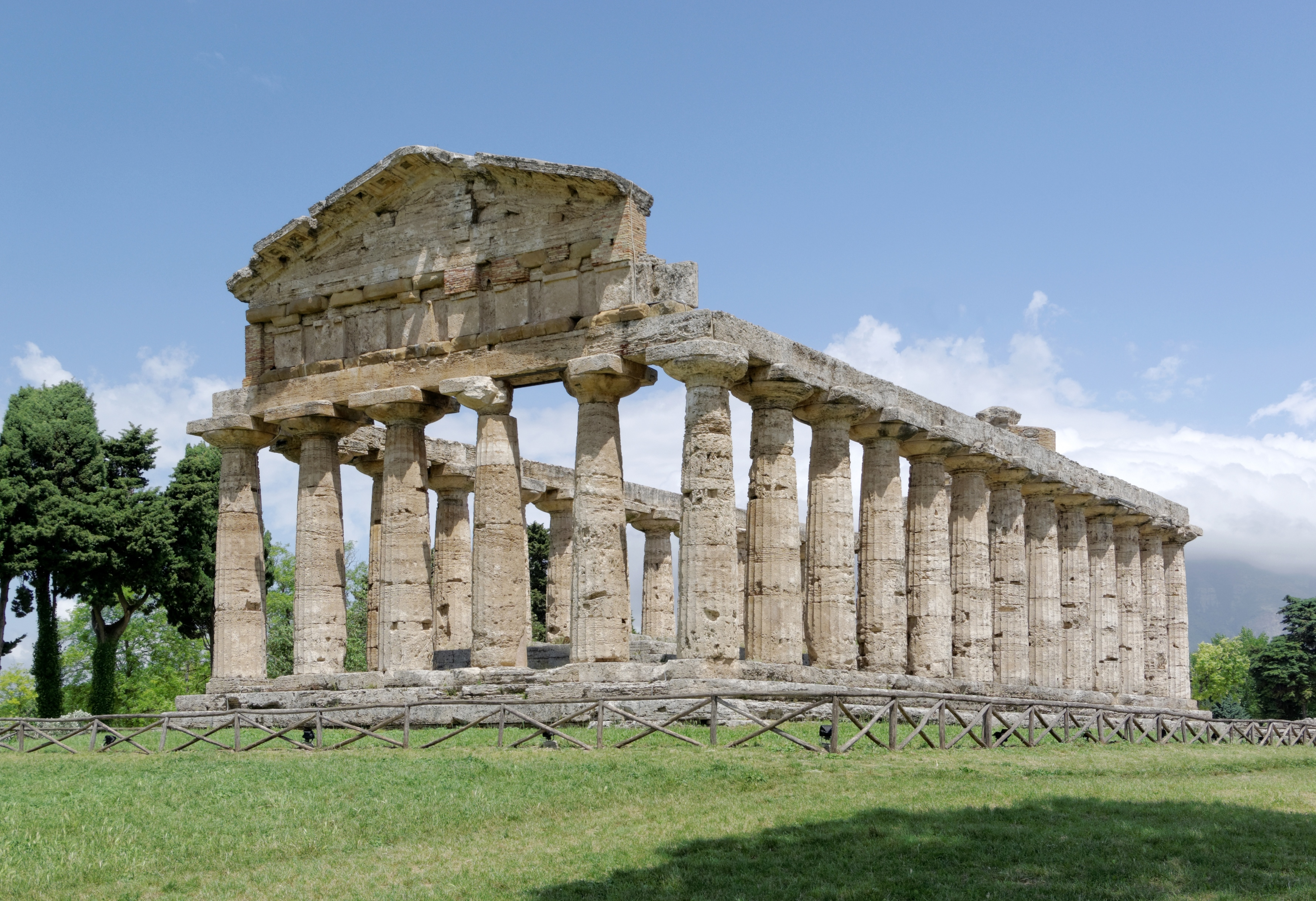
Athene-Tempel in Paestum,
6. Jahrhundert vor Chr.

## Kulturelle Sehenswürdigkeiten
Es gibt im Cilento drei Hauptsehenswürdigkeiten, die jeweils in die Welterbeliste der UNESCO eingeschrieben sind:
- Die Ausgrabungsstätte in Paestum mit den drei gut erhaltenen griechischen Tempeln
- Die Ausgrabungsstätte der griechischen Philosophenstadt Velia
- Das Kartäuserkloster in Padula

Daneben haben viele Orte reizvolle historische Ortskerne. Sehenswert sind auch die – oft nur noch als Ruine erhaltenen – mittelalterlichen Küstenwehrtürme.